# Tohani, Prahova
Tohani este un sat în comuna Gura Vadului din județul Prahova, Muntenia, România. Se află la 7 km distanță de cel mai apropiat oraș, Mizil, aflat la jumătatea distanței între municipiile Ploiești și Buzău pe DN1B.
Din punct de vedere geografic, localitatea Tohani este amplasată într-o zonă deluroasă cuprinsă de Subcarpații de Curbură, la poalele dealurilor Istriței. Localitatea Tohani a devenit renumită pe parcursul timpului datorită suprafețelor viticole importante pe care le cuprinde, podgoriile din preajma localității fiind o parte a podgoriei Dealul Mare.
Așezarea este atestată documentar în anul 1618.
În 1831, localitatea era un sat în plasa Tohani, județul Saac și avea 73 de gospodării.

## Personalități
- Mihail Bălănescu - academician, inginer, fizician atomist